# Władysław Świątecki

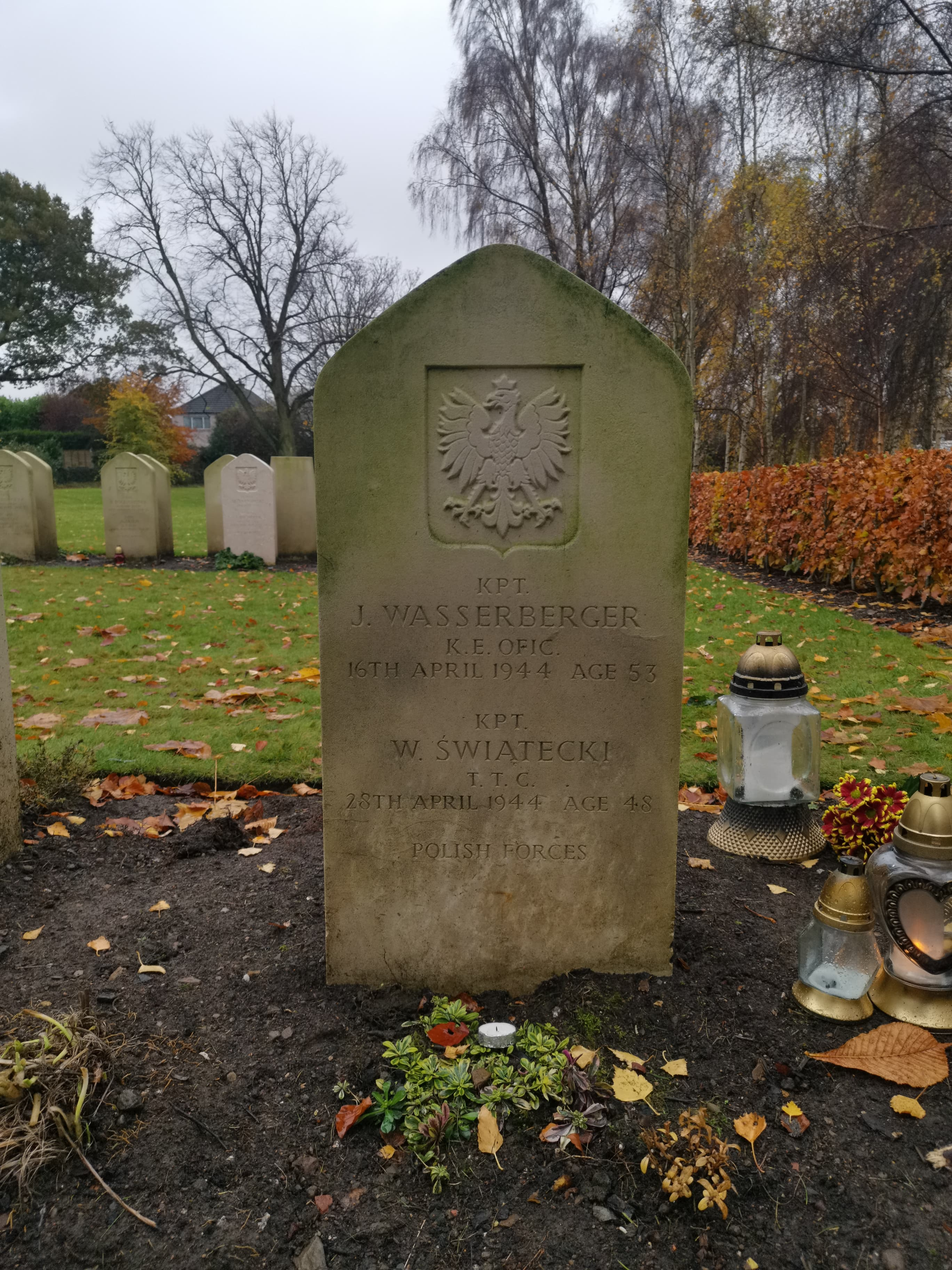
Nagrobek Władysława Świąteckiego, Edynburg – Corstophine Hill Cemetery

Władysław Świątecki (ur. 20 grudnia 1895 w Warszawie, zm. 28 kwietnia 1944 w Edynburgu) – kapitan pilot inżynier Wojska Polskiego, kawaler Orderu Virtuti Militari, wynalazca.

## Życiorys

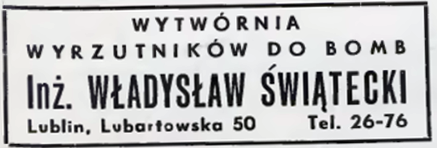
Reklama prasowa wytwórni inż. Świąteckiego z 1939 r.

Syn Jana i Józefy z domu Papiewskiej; ukończył Szkołę Handlową w Radomiu, następnie rozpoczął studia na Politechnice Petersburskiej. Wybuch I wojny światowej przerwał mu naukę, 20 maja 1916 roku został powołany do odbycia służby wojskowej w armii Imperium Rosyjskiego. Ukończył Petersburską Inżynieryjną Szkołę Chorążych, a następnie służył w baonie kolejowym. 2 listopada 1917 roku wstąpił do I. Korpusu Polskiego w Rosji i został skierowany do oddziału awiacyjnego.
Do Wojska Polskiego wstąpił 11 listopada 1918 roku. Dowodził oddziałem który zajmował lotnisko mokotowskie. W 1916 roku otrzymał przydział do 8. eskadry wywiadowczej i brał udział w wojnie polsko-bolszewickiej. Walczył nad Pińskiem, nad Dźwiną, w obronie Torunia. W czasie walk wykonał 43 loty wywiadowcze i 13 lotów na bombardowanie.
Po zakończeniu działań wojennych pozostał w wojsku, służył w 2 pułku lotniczym. Został przydzielony jako referent do składu Polskiej Misji Zakupów Wojskowych we Francji, odbył studia w École Supérieure d’Aéronautique, gdzie zajął się zagadnieniem wyrzutników bombowych. W 1923 roku skonstruował i opatentował wyrzutnik bomb lotniczych, w który, od 1925 r., zaczęto wyposażać samoloty lotnictwa polskiego. 
Powrócił z Francji do Polski w 1926 roku i rozpoczął pracę w Instytucie Badań Technicznych Lotnictwa w Warszawie z którego odszedł w listopadzie. W 1928 uzyskał tytuł inżyniera w Wyższej Szkole Aeronautyki i Konstrukcji Mechanicznych w Paryżu. Został przeniesiony w stan nieczynny i zatrudnił się w wytwórni lotniczej Plage i Laśkiewicz jako dyrektor działu lotniczego. Z dniem 31 października 1929 został przeniesiony do rezerwy i przeniesiony w rezerwie do 6 pułku lotniczego we Lwowie.
W wytwórni Plage i Laśkiewicz pracował do 1930 roku, kiedy to odszedł i wspólnie z inżynierem Bohdanem Marchwińskim założył zakład produkcyjny "Władysław Świątecki inżynier konstruktor. Dostawca wyrzutników bombowych w Lublinie" przy ul. Chopina 4 w Lublinie. Sprzedawał swoje wyrzutniki (i licencję na ich produkcję) do krajów europejskich - Rumunii, Jugosławii, Francji, Belgii, Hiszpanii, Holandii i Portugalii. Rozwijał swoją firmę, w 1934 roku przeniósł zakład na ul. Lubartowską 50, zwiększył zatrudnienie do 40 osób. Poza produkcją wyrzutników zajmował się również produkcją rowerów - był założycielem i właścicielem Lubelskiej Wytwórni Rowerów z siedzibą przy ul. Lubartowskiej 50 - skład fabryczny i sklep firmowy przy ul. Królewskiej 11 w Lublinie. Długo nie udawało mu się uzyskać zamówień na swe wyrzutniki ze strony Wojska Polskiego, nastąpiło to dopiero w 1939 roku. Firma Świąteckiego miała dostarczać wyrzutniki do samolotów skonstruowany i produkowanych w kraju (PZL.38 Wilk, PZL.50 Jastrząb, PZL.46 Sum i PZL.49 Miś) oraz do zakupionych za granicą (Morane-Saulnier MS.406, Fairey Battle i CANT Z.506). W latach 1919–1939 zarejestrował w Urzędzie Patentowym 14 własnych wzorów użytkowych.
Po klęsce wrześniowej przedostał się przez Węgry, Jugosławię i Włochy do Francji, gdzie pracował w przemyśle lotniczym. Został skierowany do firmy S.A.D.E.A., gdzie pracował przy konstruowaniu wyrzutników bombowych. Po upadku Francji został ewakuowany do Wielkiej Brytanii, gdzie  otrzymał numer służbowy RAF P-0559 i został skierowany do Delegatury Inspektoratu Lotnictwa w Blackpool. Pod koniec 1941 roku został przydzielony do Biura Instrukcji i Tłumaczeń przy Centrum PSP.
Pracował nad zastosowaniem swoich rozwiązań w angielskich i amerykańskich samolotach. Brytyjczycy wyprodukowali ponad 165 tys. takich wyrzutników instalowanych w bombowcach brytyjskich. Jego zmodyfikowane wyrzutniki zamontowano w Lancasterach 9, 12 i 617 Dywizjonów RAF i dostosowano do użycia największych bomb lotniczych - Grand Slam, Tallboy i T-12 Cloudmaker. W 1943 r. inny wynalazca polski Jerzy Rudlicki rozwinął koncepcję Świąteckiego, opracowując specjalny wyrzutnik do bombardowań powierzchniowych z dużej wysokości, które zastosowane były w bombowcach amerykańskich B-17 Flying Fortress.
Po długiej chorobie zmarł 28 kwietnia 1944 roku w polskim szpitalu wojskowym w Edynburgu, został pochowany na Edinburgh (Corstorphine Hill) Cemetery.

## Ordery i odznaczenia
- Krzyż Srebrny Orderu Wojskowego Virtuti Militari nr 338[17] – 8 kwietnia 1921[18][19]
- Krzyż Walecznych (trzykrotnie)[17]
- Złoty Krzyż Zasługi (7 lipca 1931)[20]
- Medal Lotniczy (trzykrotnie)
- Polowa Odznaka Pilota nr 37 (11 listopada 1928)[21]